# Palaeochrysophanus
Palaeochrysophanus is een geslacht van vlinders uit de familie van de Lycaenidae.

## Soorten
- Palaeochrysophanus candens (Herrich-Schäffer, 1844)
- Palaeochrysophanus hippothoe (Linnaeus, 1761)